# De slaper in het dal
Le Dormeur du val is een sonnet van de Franse dichter Arthur Rimbaud (1854-1891) op zestienjarige leeftijd geschreven in oktober 1870 ten tijde van de Frans-Duitse oorlog.

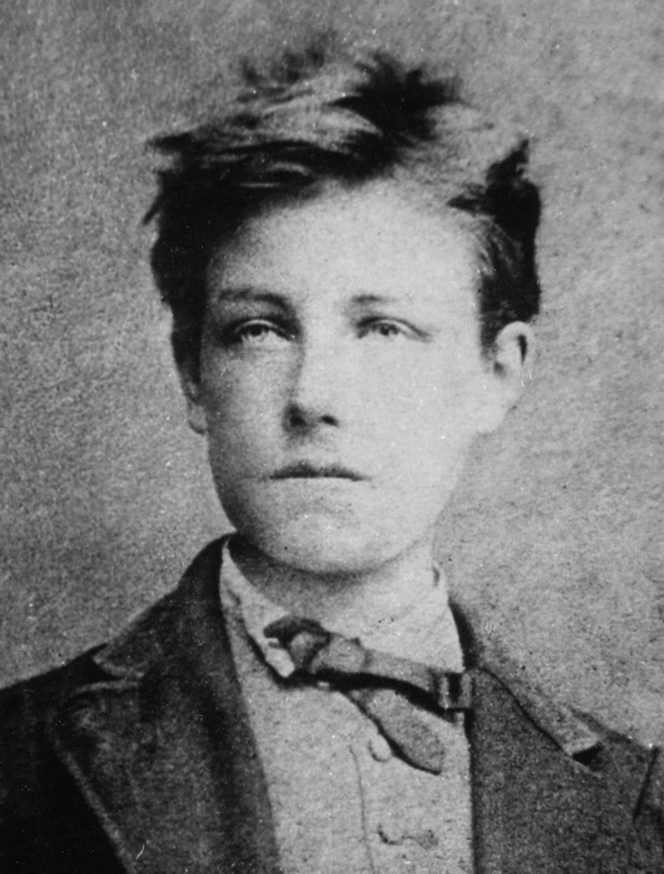
Rimbaud in 1874

## Geschiedenis
Het gesigneerde manuscript gedateerd oktober 1870 bevindt zich in de British Library. Het gedicht is het tweede vers uit het tweede Cahier de Douai (of Recueil Demeny) en is geschreven een maand na de capitulatie van Napoleon III op 3 september 1870 na de verloren slag van Sedan, die op minder dan twintig kilometer van de woonplaats van de jeugdige dichter, de stad Charleville, plaats vond. Het gedicht werd voor het eerst gepubliceerd in Anthologie des poètes français (tome IV, Lemerre, 1888).
De soldaat uit het gedicht roept het beeld op van een zwaargewonde die zich naar een idyllische plek heeft begeven om te sterven.

## Bespreking
De dichter opent met een gedetailleerd natuurbeeld in de eerste strofe. Als in een film wordt er in de tweede strofe ingezoomd op de protagonist van het verhaal, de slapende soldaat. De liefelijkheid van een idyllische plek in het zonlicht, de schilderachtige beschrijving van de door blauwe kers en irissen omlijste slaper en de oproep aan de natuur om de kwetsbare, als een ziek kind glimlachende jongen, moederlijk te wiegen en te vrijwaren van kou, wat tederheid en zorg oproept, dat alles staat in schril contrast met de ware toestand van de soldaat welke pas in de allerlaatste regel van het gedicht geopenbaard wordt. Dramatisch gesproken een zeer sterke plot. Geleidelijk wordt de morbiditeit ingeluid. Zoals in een film het aanzwellen van het geluid vooraf kan gaan aan een dramatische scene, preluderen in het vers de beschrijving van de bloemen rond het lichaam, de open mond, het bleek zijn en de kou, het niet trillen van de neusvleugels en vooral de slaap, op de dood die pas in de laatste regel evident wordt. In de laconieke slotregel sluit het woord “trous” weer aan bij “trou” uit de beginregel.
Als een bewegende filmcamera geeft de dichter regel voor regel wat hij waarneemt weer. Op twee uitspraken na in de laatste regels van respectievelijk de eerste en derde strofe zijn alle regels beschrijvend. Overigens moeten de “glaieuls” geen gladiolen zijn, welke niet in het wild aan de waterkant groeien maar lissen of irissen. Opmerkelijk is het zinsdeel “un soldat jeune” waar in gebruikelijk Frans gesproken wordt van “un jeune soldat”. Met deze omkering, die ook het metrum verstoort, lijkt Rimbaud te willen benadrukken dat het vooral om een jongeling gaat die er uitgestrekt ligt in plaats van zo maar een krijgsman? Commentatoren hebben ook wel gewezen op de symboliek van deze inversie, indertijd de term voor homoseksualiteit. Het “il fait un somme” uit de derde strofe, wat neerkomt op een tukje of dutje doen, komt prozaïsch over, terwijl in de tweede strofe “sous la nue”, in het Nederlands overgezet als onder het zwerk of de wolken weer erg poëtisch van karakter is.
De schilderachtige beschrijving van een intiem stuk natuur en het nadrukkelijk benoemen van verschillende kleuren en het tweemaal oproepen van de zon doen denken aan de impressionistische natuurexpressies uit zijn tijd. Konden die kunstwerken in hun tijd doorgaan voor modern, de vorm waarin Rimbaud zijn vers gegoten heeft, het traditionele rijmende sonnet in alexandrijnen, met dus zes versvoeten, was dat bepaald niet. Dit gedicht staat nog mijlen af van de moderniteit van zijn latere werk, en zelfs van de brutaliteit van de beelden van Le Bateau ivre een jaar later geschreven. Maar buiten kijf staat dat de zestienjarige inhoudelijk en formeel een knap gedicht heeft geschreven met kennis van de regels van versificatie. Kennis trouwens ook van de literatuur van zijn tijd. Literatuurhistorici wijzen wel op literaire parallellen met de gedichten La fontaine aux lianes van Leconte de Lisle en Dolorosa meter van Léon Dierx, een passage uit de roman Lélia van George Sand en een bladzijde van uit L’Histoire de mes idées van Edgar Quinet. De slotzin doet denken aan de eerste regel “L'enfant avait reçu deux balles dans la tête” uit Souvenir de la nuit du 4 van Victor Hugo.
Typisch voor de Parnassiens, hoewel Rimbaud pas in 1871 door Paul Verlaine (1844-1896) in de kring dichters van die naam geïntroduceerd werd, is het homonieme rijm. In dit gedicht het volrijm “nue-nue” van de eerste met de vierde regel in de tweede strofe. Opvallend zijn de enjambementen waarbij een enkel woord voor de interpunctie in de volgende regel zijn plaats krijgt. In de eerste strofe “des haillons/d’argent,” en “de la montagne fière/luit.” en in de tweede strofe “dans le frais cresson bleu,/dort;”. Voorts in de laatste strofe “poitrine/tranquille.”
De beschrijving spreekt verschillende zintuigen aan, het zicht op de eerste plaats. Maar ook het gehoor (“chante une rivière”) en de reuk (“les parfums”). Ook is er sprake van synesthesie wanneer hij spreekt van “qui mousse de rayons” en “où la lumière pleut”.
Vormtechnisch bestaat het gedicht uit twee opeenvolgende kwatrijnen van elk vier regels plus twee terzinen van drie regels. De twee kwatrijnen kennen gekruist rijm (ABAB en CDCD), de terzinen elk gepaard rijm in de eerste twee regels (DD en FF), terwijl de laatste regels van de terzinen ten opzichte van elkaar omarmend rijm vormen (GG).
C'est un trou de verdure où chante une rivière 
Accrochant follement aux herbes des haillons 
D'argent, où le soleil, de la montagne fière 
Luit: c'est un petit val qui mousse de rayons. 
 
Un soldat jeune, bouche ouverte, tête nue, 
Et la nuque baignant dans le frais cresson bleu, 
Dort; il est étendu dans l'herbe, sous la nue, 
Pâle dans son lit vert où la lumière pleut. 

Les pieds dans les glaïeuls, il dort. Souriant comme
Sourirait un enfant malade. Il fait un somme.
Nature, berce-le chaudement: il a froid. 
 
Les parfums ne font pas frissonner sa narine; 
Il dort dans le soleil, la main sur sa poitrine 
Tranquille. Il a deux trous rouges au côté droit.

Arthur Rimbaud, 7 Octobre 1870
Een en al groen, alwaar een beekje klaterend zingt
En stromend speels het gras wat flarden zilver laat,
Waar ginds vanaf de fiere berg het zonlicht blinkt;
Bezie een klein en lieflijk dal dat bruisend straalt.

Een soldaat, jong, blootshoofds en met open mond,
Zijn nek omhuld door frisse blauwe waterkers, ligt
Slapend uitgestrekt, zo maar op de blote grond,
Wat bleek op het groene bed in het plenzend licht.

De voeten tussen de lissen glimlacht hij licht,
Vaag zoals bij een koortsig kind op het gezicht.
Wieg hem, moeder aarde, waar hem van koude vrij. 

Geen geurig kruid doet zijn neusvleugels bewegen;
Hij slaapt in de zon, een hand op zijn borst gelegen.
Twee ronde rode gaten in de rechter zij.

 August Agasi, 7 september 2010
Literair-historisch is het een aardige coïncidentie dat van de slechts vier jaar oudere Franse schrijver Guy de Maupassant (1850-1894) diens eerste publicatie, zijn meest bekende verhaal Boule de suif, eveneens zijn wortels vindt in het drama van de Frans-Duitse Oorlog van 1870. En dat zowel de publicatie van dit verhaal als van het gedicht van Rimbaud met beide dus een verwijzing naar de oorlog eveneens pas ruim na die oorlog in de jaren tachtig verschenen. De Maupassant vestigde er zijn naam mee.
Eveneens literair-historisch is de opvallende overeenkomst tussen het gedicht van Rimbaud, waar pas in de laatste regel de verrassende omslag in de verhaallijn zijn beslag krijgt, en het befaamd geworden gedicht Demain dès l’aube van Victor Hugo, in 1856 gepubliceerd, waarin de lezer ook verrast wordt in de laatste regel. De hoogbegaafde jonge leerling Rimbaud was zeer vertrouwd met het werk van de beroemde Hugo, die hij hoopte ooit in roem  te zullen overtreffen, en kende zeker dit gedicht gezien het overnemen van de toekomstige tijd (Je partirai) in de eerste regel van Hugo’s vers in zijn eigen gedicht Sensation uit 1870 eveneens in de eerste regel (j’irai). Gevoeglijk mag aangenomen worden dat hij ook de formule van de verrassende ontknoping uit dit vers kopieerde. De jeugdige dichter zag er in zijn drang naar roem geen been in om te kopiëren.

## Populariteit
Het gedicht heeft met zijn beeldende kracht en vooral zijn dramatische strekking veel bekendheid verworven en kunstenaars geïnspireerd. Met name Franse zangers als Reggiani, Ferré, Montand, Sardou en Sansevarino en ook rappers als McSolaar en Pex hebben het vers of een verwijzing ernaar in hun repertoire opgenomen.
De Duitse beeldend kunstenaar Anselm Kiefer die voor veel van zijn werk iconische gedichten als uitgangspunt kiest, heeft een panoramisch schilderij (194 x 561) met dezelfde titel op het gedicht gemaakt.

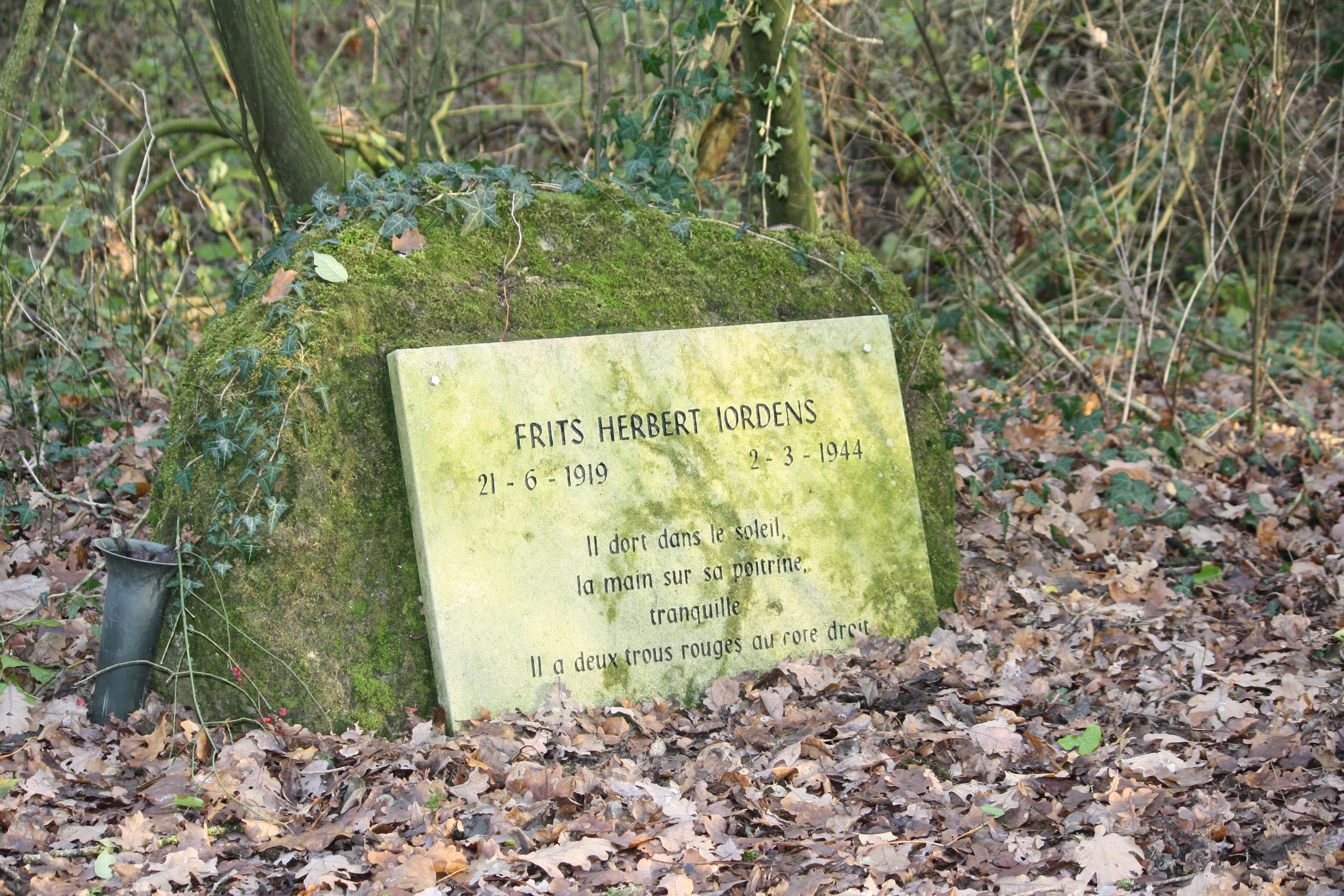
Graf Frits Iordens

Een verwijzing met een sterke dramatische analogie vormt het grafmonument in Eerde van de vierentwintigjarige student en verzetsman Frits Iordens, die in Hasselt in 1943 op de vlucht dodelijk door de Duitsers werd getroffen.